# Sadí de Buen Lozano
Sadí de Buen Lozano (Barcelona, 18 de julio de 1893 - Córdoba, 3 de septiembre de 1936) fue un médico y científico español, un parasitólogo notable por sus esfuerzos en el estudio y erradicación de la malaria en España, así como haber descubierto al agente y al vector de la fiebre recurrente española, una forma de borreliosis.
Fue fusilado por los militares sublevados a comienzos de la guerra civil española.

## Biografía
Hijo de Rafaela Lozano Rey y del eminente científico y político Odón de Buen y del Cos, fundador del Instituto Español de Oceanografía, nació en Barcelona, donde su padre ocupaba la Cátedra de Historia Natural. Sus hermanos fueron, Demófilo, eminente jurista; Fernando y Rafael, que destacaron en la oceanografía; Víctor, ingeniero industrial y aeronáutico; y Eliseo, que se hizo también médico antipalúdico y colaboró en sus investigaciones.
Desde 1920, se formó en parasitología médica junto al investigador italiano Gustavo Pittaluga Fattorini, catedrático de la especialidad en Madrid. Se especializó en el estudio de las protozoasis, enfermedades infecciosas producidas por protozoos, y de su transmisión por vectores artrópodos, con una perspectiva práctica en la que el objetivo era su erradicación.
Tuvo cuatro hijos con Berta López de Heredia, crecidos en México, a donde llegaron tras la Guerra Civil: el doctor Sadí de Buen López de Heredia, que se convirtió en una personalidad de la oftalmopatología, y su hermano Óscar, ingeniero civil, que recibió en México el Premio Nacional de Ingeniería Civil en 1999.
En 1931 fue nombrado director general de Instituciones Sanitarias, convirtiéndose en persona de confianza de Marcelino Pascua, director general de Sanidad, que pretendía reformar la sanidad española, y a quien sustituía durante sus ausencias.
Miembro del Sindicato de Médicos de la UGT, en 1932 asistió en Córdoba a su XVII Congreso, formando parte de la ponencia de “política sanitaria”. En 1933, se afilió al Partido Socialista, en su agrupación de Madrid.

### Muerte
De Buen se encontraba en Córdoba en julio de 1936, en el cumplimiento de sus tareas de investigación en la lucha antipalúdica y como jefe de los Servicios de la Dirección General de Sanidad, cuando fue apresado el 23 de julio y fusilado la noche del día 2 al 3 de septiembre en las tapias del cementerio de San Rafael por los insurrectos. Su muerte tuvo un amplio eco en Europa, lo que debió de influir en la liberación, por canje, de su padre, Odón de Buen, al que la rebelión militar sorprendió en Mallorca.

## Trayectoria científica
Dedicó su atención fundamentalmente a combatir la malaria o paludismo, no sólo a través de la investigación básica, sino a través de la acción práctica. Colaboró con Pittaluga en los trabajos contra la malaria que éste desarrolló primero en Cataluña y luego en Cáceres. Pasó al Instituto de Higiene Alfonso XIII, como miembro del cual fue vocal de la Comisión Antipalúdica Central. Dirigió desde 1920 la fundación de 32 dispensarios antipalúdicos, y en 1924 fundó y dirigió el Instituto Antipalúdico de Navalmoral de la Mata, partiendo del dispensario que el mismo había montado.
Con ayuda de su hermano Fernando, naturalista especializado en la vida acuática, Sadí de Buen introdujo en Europa la especie americana Gambusia affinis, un pez carnívoro propio de los ríos que desaguan en el golfo de México. Gambusia es un carnívoro que se alimenta cerca de la superficie, devorando ávidamente las larvas de mosquito. De Buen supo identificar las quebradas (arroyos de régimen irregular) de Talayuela (Cáceres) como un lugar adecuado para su aclimatación, que hasta entonces había resultado imposible. Desde allí se puso de marcha una red de criaderos en todas las provincias palúdicas, y de allí salieron las gambusias con que, en adelante, se combatió el paludismo en Italia primero, y luego en el resto de Europa y en el Norte de África.

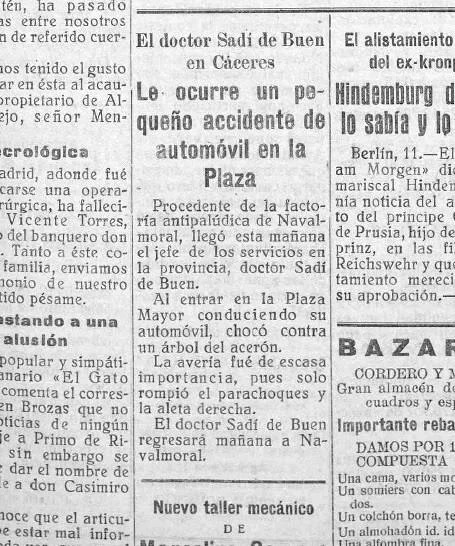
Recorte de Prensa de un accidente acaecido al doctor en Cáceres, donde su coche chocó con un árbol

Sadí de Buen estudió también la lepra y la leishmaniasis, una infección protozoaria debida a Leishmania y transmitida por flebotómidos, que sigue siendo endémica en zonas del centro peninsular. De Buen describió tres nuevas especies de Phlebotomus.
Asimismo, descubrió la bacteria Borrelia hispanica (=Treponema hispanica), que produce la fiebre recurrente española, una entidad que él caracterizó. No sólo describió la enfermedad y el agente, sino también el vector, Ornithodoros erraticus (=O. maroccanus), una garrapata de la familia Ixodidae. La enfermedad es propia de la península ibérica y el noroeste de África, y está relacionada con otra borreliosis, la debida a Borrelia crocidurae, extendida por África, Oriente Medio y Asia Central.
Fue miembro de la Comisión de Paludismo de la Sociedad de las Naciones y presidente de la Cruz Roja. Supervisó los trabajos de la Fundación Rockefeller en Italia y de la Escuela de Medicina Tropical en la India. Fue representante de España en los congresos de malaria celebrados en Roma (1925) y Argel (1930).

## Repercusión
La eficiente, aunque modesta, organización antipalúdica española, que De Buen había contribuido a construir, desapareció con la guerra, pudiendo considerarse en 1942 que la malaria era el más grave problema sanitario de España, de manera que una nueva estructura hubo de levantarse casi desde cero. Por otra parte, las circunstancias de la muerte de Sadí de Buen favorecieron el olvido de su obra científica, que sólo ha empezado a valorarse a partir de los últimos años.
En 2023, cumpliendo con la Ley de Memoria Histórica, la calle Sadí de Buen Lozano en Navalmoral de la Mata recuperó el nombre que ya tuvo en su día, sustituyendo a la calle Calvo Sotelo. En dicha localidad fundó el Instituto Antipalúdico en 1924, en el edificio que hoy alberga los juzgados locales.